# Sacred Bones Records
Sacred Bones Records é uma gravadora independente musical estadunidense fundada em 2007 em Brooklyn. Além de comercializar trilhas sonoras de obras cinematográficas, contratou alguns artistas conhecidos como David Lynch, Zola Jesus, Crystal Stilts, Psychic Ills e The Men.
Em 2011, a revista britânica especializada em música The Wire descreveu-a como "uma das melhores gravadoras estadunidenses dos últimos anos", e a Billboard listou Sacred Bones Records como a quinquagésima melhor gravadora indie da América.